# Link (rivière)
Pour les articles homonymes, voir Link.
La rivière Link est une petite rivière des États-Unis d'une longueur de 2,4 km qui coule dans l’État de l'Oregon. Elle joint le lac Klamath supérieur au lac Ewauna.

## Source de la traduction
- (en) Cet article est partiellement ou en totalité issu de l’article de Wikipédia en anglais intitulé « Link River » (voir la liste des auteurs).